# Aleksiej Kriworuczko
Aleksiej Kriworuczko, ros.: Алексе́й Ю́рьевич Кривору́чко – rosyjski działacz państwowy i polityk, wiceminister obrony Federacji Rosyjskiej od 13 czerwca 2018.
W 2020 roku Unia Europejska nałożyła na Kriworuczko osobiste sankcje w związku z otruciem Aleksieja Nawalnego. Osobom objętym sankcjami nie wolno wjeżdżać do krajów UE, korzystać z tranzytu przez te kraje, ich majątek i fundusze w UE są zamrożone, obowiązuje zakaz udzielania im jakiejkolwiek pomocy ekonomicznej ze strony obywateli UE.